# Umeda DT Tower
 (novembre 2018).
Si vous disposez d'ouvrages ou d'articles de référence ou si vous connaissez des sites web de qualité traitant du thème abordé ici, merci de compléter l'article en donnant les références utiles à sa vérifiabilité et en les liant à la section « Notes et références ».
La Umeda DT Tower (梅田DTタワー) est un gratte-ciel de 130 m de hauteur, situé dans l'arrondissement Kita-ku à Osaka. Il abrite des bureaux sur 27 étages et a été construit  de 2000 à 2003.
L'immeuble a été conçu par la société Takenaka Corporation